# Luke Amos
Luke Ayodele Amos (Welwyn Garden City, 23 febbraio 1997) è un calciatore inglese, centrocampista del Perth Glory.

## Carriera
Prodotto del settore giovanile del Tottenham, dopo mezza stagione in prestito al Southend Utd (con cui gioca 3 partite nella terza divisione inglese, facendo così il suo esordio tra i professionisti) debutta in prima squadra l'11 agosto 2018 in occasione dell'incontro di Premier League vinto 2-1 contro il Newcastle Utd.
In seguito ha giocato anche nella prima divisione scozzese, con l'Hibernian.

## Statistiche

### Presenze e reti nei club
Statistiche aggiornate al 18 gennaio 2025.
| Stagione         | Squadra          | Campionato       | Campionato | Campionato | Coppe nazionali | Coppe nazionali | Coppe nazionali | Coppe continentali | Coppe continentali | Coppe continentali | Altre coppe | Altre coppe | Altre coppe | Totale | Totale |
| Stagione         | Squadra          | Comp             | Pres       | Reti       | Comp            | Pres            | Reti            | Comp               | Pres               | Reti               | Comp        | Pres        | Reti        | Pres   | Reti   |
| ---------------- | ---------------- | ---------------- | ---------- | ---------- | --------------- | --------------- | --------------- | ------------------ | ------------------ | ------------------ | ----------- | ----------- | ----------- | ------ | ------ |
| 2016-gen. 2017   | Tottenham        | PL               | 0          | 0          | FACup+CdL       | 0               | 0               |                    | -                  | -                  |             | -           | -           | 0      | 0      |
| gen.-giu. 2017   | Southend Utd     | FL1              | 3          | 0          | FACup+CdL       | 0               | 0               |                    | -                  | -                  | EFL Trophy  | 0           | 0           | 3      | 0      |
| 2017-gen. 2018   | Tottenham        | PL               | 0          | 0          | FACup+CdL       | 0               | 0               | UCL                | 0                  | 0                  |             | -           | -           | 0      | 0      |
| gen.-giu. 2018   | Stevenage        | FL2              | 16         | 2          | FACup+CdL       | 0               | 0               |                    | -                  | -                  | EFL Trophy  | 0           | 0           | 16     | 2      |
| 2018-2019        | Tottenham        | PL               | 1          | 0          | FACup+CdL       | 0               | 0               |                    | -                  | -                  |             | -           | -           | 1      | 0      |
| 2019-2020        | QPR              | FLC              | 34         | 2          | FACup+CdL       | 0+1             | 0               |                    | -                  | -                  |             | -           | -           | 35     | 2      |
| 2020-2021        | QPR              | FLC              | 5          | 0          | FACup+CdL       | 0+1             | 0               |                    | -                  | -                  |             | -           | -           | 6      | 0      |
| 2021-2022        | QPR              | FLC              | 29         | 6          | FACup+CdL       | 2+2             | 0               |                    | -                  | -                  |             | -           | -           | 33     | 6      |
| 2022-2023        | QPR              | FLC              | 21         | 0          | FACup+CdL       | 0               | 0               |                    | -                  | -                  |             | -           | -           | 21     | 0      |
| Totale QPR       | Totale QPR       | Totale QPR       | 89         | 8          |                 | 6               | 0               |                    | 0                  | 0                  |             | 0           | 0           | 95     | 8      |
| gen.-giu. 2024   | Hibernian        | SP               | 7          | 0          | CS              | 1               | 0               |                    | -                  | -                  |             | -           | -           | 8      | 0      |
| 2024-feb. 2025   | Hibernian        | SP               | 1          | 0          | CS+CdL          | 1+5             | 0               |                    | -                  | -                  |             | -           | -           | 7      | 0      |
| Totale Hibernian | Totale Hibernian | Totale Hibernian | 8          | 0          |                 | 7               | 0               |                    | -                  | -                  |             | -           | -           | 15     | 0      |
| Totale carriera  | Totale carriera  | Totale carriera  | 117        | 8          |                 | 13              | 0               |                    | 0                  | 0                  |             | 0           | 0           | 130    | 8      |

## Palmarès
- Australia Cup: 1

Perth Glory: 2025